# Elina Sahlin
Elina Sahlin, född 27 januari 1987 i Sundsvall, är en svensk novellförfattare, manusförfattare och regissör.
Elina Sahlin har skrivit och regisserat Bye Bye Boredom.